# Renju
Renju är ett abstrakt strategispel (spel med fullständig information) där två spelare turas om att lägga ut svarta och vita stenar på ett bräde. Den förste om att få fem stenar vågrätt, lodrätt eller diagonalt, i rad har vunnit. Renju är japanska och betyder ungefär "pärlband" i översättning. De finaste stenarna är gjorda av skiffer och snäckskal. Billigare varianter är gjorda av glas eller plast.
Spelet har sitt ursprung och sin största utbredning i Japan. Där spelade man tidigare på ett spelbord med 19x19 rutor precis som i spelet go och kanske har man gjort det sedan år 735 e.Kr. när go introducerades i Japan. Spelet var känt under namn som gomoku, gobang, go narabe, gomoku narabe (fem stenar i rad), go eho, gorengo och morphion. Spelreglerna var liknande som för luffarschack.
I Japan upptäckte man tidigt att svart (det vill säga spelaren som börjar ett parti) har en klar fördel och till och med en säker vinst. Kring sekelskiftet 1800/1900-talet antog man namnet renju och förbjöd vissa drag för svart (i de flesta östasiatiska spel är det traditionellt svart som börjar).
Man bestämde att dubbeltreor och dubbelfyror (det vill säga när man gör två eller fler treor respektive fyror med ett drag) skulle bli förbjudna för svart. Även en så kallad overline (en rad med sex eller fler stenar) förbjöds för svart. Den enda konstruktionen som svart fick ha kvar för att kunna framtvinga vinst blev fyr-trea (en fyra och en trea som görs samtidigt med ett drag). 
Förbudsdragen ger spelet extra spänning och berikar taktiken. Vit får en möjlighet till vinst genom att tvinga svart till ett förbjudet drag. Samtidigt kan vit för egen del göra alla de drag som är förbjudna för svart.
Reglerna är att första draget görs i centrum. Andra draget kan göras var som helst. Tredje draget görs utanför en tilltänkt centralkvadrat på 5x5 rutor. Därefter spelar man som i fritt luffarschack förutom att "overline", det vill säga fler än 5 i rad, inte ger vinst för vare sig svart eller vit.
Men eftersom svart fortfarande har en stor fördel av att börja partiet finns det även olika öppningsregler för att garantera jämnare spel och rikare öppningsvariationer.

## Öppningsreglerna i renju
De officiella renjureglerna i textform som beslutades av Renju International Federation den 2 maj 1996 med en liten korrigering beslutad den 3 maj 1998 innehåller öppningsregler, men de anses inte ge tillräckligt många öppningsvariationer vid större tävlingar såsom SM och VM. På grund av den långa traditionen när det gäller Renju har man dock gått långsamt fram när det gäller officiella ändringar av öppningsreglerna och därför testas olika öppningsvarianter under en längre period.
Vid större tävlingar både internationellt och i Sverige kompletteras vanligtvis de ordinarie reglerna med en extra öppningsregel.
Vid VM och i svenska turneringar, till exempel vid SM, har under de senaste åren öppningsregeln Yamaguchi använts. På spelplatsen Mindoku testar man att spela med öppningsregeln Taraguchi. Inom Renju International Federation har ett flertal förslag till regler diskuterats. Av dessa har särskilt följande öppningsregler testats:
1. Yamaguchi
2. Taraguchi
3. Soosyrv (Efter att vit har satt drag 4 bestämmer vit hur många drag som skall föreslås för drag 5. I grundförslaget som nämns ovan och nedan är det 4 drag men fler drag behövs enligt flera spelare till exempel 6. Förslag finns från 5 upp till 10 drag.)

## Historik
Forskare i Japan diskuterar huruvida det gamla spelet kakugo som nämns i en skrift från år 100 e.Kr. är ett fem-i-rad-spel. Den första boken om spelet publicerades år 1856 av professorn i kinesisk litteratur Kuwanaya Buemon. Även hans elev Wada skrev en bok om spelet. Det antika kinesiska spelet Wutzu har också ansetts vara ett fem-i-rad-spel.
Mycket tyder på att föregångare till renju spelades i det antika Kina och därifrån importerades till Japan där namnet renju antogs 1899 och reglerna senare utvecklades. 1966 samlades flera olika japanska renjuorganisationer i ett nationellt förbund: Nihon Renju Sha.
1979 kom renju till Sovjetunionen. En stor serie artiklar om renju publicerades i den populära tidskriften Nauka i Zjizn (Vetenskapen och Livet).
1980 fick den svenske luffarschackspelaren Tommy Maltell kunskap om renju. Han blev en mycket entusiastisk utövare av renju och introducerade spelet i Svenska Luffarschacksförbundet som 1982 arrangerade den första internationella renjutävlingen: Swedish Open.
1988 bildades Renju International Federation (RIF) av tre länder: Japan, Sovjetunionen och Sverige. 
RIF har sedan 1989 arrangerat VM i renju vartannat år.

### Världsmästerskap
| År   | Värdstad, land            | Mästare           |
| ---- | ------------------------- | ----------------- |
| 1989 | Kyoto Japan               | Shigeru Nakamura  |
| 1991 | Moskva Sovjetunionen      | Shigeru Nakamura  |
| 1993 | Arjeplog Sweden           | Ando Meritee      |
| 1995 | Tallinn Estland           | Norihiko Kawamura |
| 1997 | Sankt Petersburg Ryssland | Kazuto Hasegawa   |
| 1999 | Beijing Kina              | Ando Meritee      |
| 2001 | Kyoto Japan               | Ando Meritee      |
| 2003 | Vadstena Sweden           | Tunnet Taimla     |
| 2005 | Tallinn Estland           | Ando Meritee      |
| 2007 | Tyumen Ryssland           | Wu Di             |
| 2009 | Pardubice Tjeckien        | Vladimir Sushkov  |
| 2011 | Huskvarna Sweden          | Cao Dong          |
| 2013 | Tallinn Estland           | Tunnet Taimla     |
| 2015 | Suzdal Ryssland           | Qi Guan           |